# Eric Mika
Pour les articles homonymes, voir Mika.
Eric Mika, né le 5 janvier 1995 à Salt Lake City en Utah, est un joueur américain de basket-ball. Il évolue au poste de pivot.

## Biographie
Le 1er février 2020, il signe un contrat de 10 jours avec les Kings de Sacramento. Il ne dispute qu'un seul match avec la franchise NBA où il marque 6 points et prend 7 rebonds en 19 minutes.
Au mois d'août 2020, il rejoint le Partizan Belgrade. 
Le 1er juillet 2021, il s'engage avec la JL Bourg pour la saison 2021-2022 de Betclic Élite et d'EuroCoupe. Malheureusement, au milieu du mois de novembre et après seulement 11 matchs, il se rompt un ligament dans le poignet et doit se faire opérer. Sa rééducation prend beaucoup de temps si bien qu'il ne jouera plus un match sous le maillot bressan et sera remplacé par Jalen Jones.

## Palmarès
- First-team All-WCC 2017
- WCC All-Freshman Team 2014